# Fast X
Fast X, ook bekend als Fast & Furious 10, is een Amerikaanse actiefilm uit 2023. Het is de tiende film van de reeks The Fast and the Furious. De film werd geregisseerd door Louis Leterrier naar een scenario van Dan Mazeau en Justin Lin.

## Verhaal
Dominic Toretto moet zijn familie en autogroep beschermen tegen Dante Reyes, de zoon van drugsbaron Hernan Reyes, die wraak wil nemen nadat zijn familie heel hun fortuin verloor door de overval in Rio de Janeiro.

## Rolverdeling
- Vin Diesel als Dominic Toretto
- Jason Momoa als Dante Reyes
- Jason Statham als Deckard Shaw
- Tyrese Gibson als Roman Pearce
- John Cena als Jakob Toretto
- Jordana Brewster als Mia Toretto
- Nathalie Emmanuel als Ramsey
- Sung Kang als Han Lue
- Brie Larson als Tess
- Alan Ritchson als Aimes
- Daniela Melchior als Isabel
- Scott Eastwood als Little Nobody
- Helen Mirren als Magdalene "Queenie" Ellmanson-Shaw
- Charlize Theron als Cipher
- Rita Moreno als Abuelita Toretto
- Gal Gadot als Gisele Yashar (Cameo in de slotscène)
- Dwayne Johnson als Luke Hobbs (Scène halverwege de aftiteling)

## Ontvangst
Fast X ging wereldwijd op 12 mei 2023 in première in Rome. De film werd door het publiek in het algemeen gemengd ontvangen. Op Rotten Tomatoes heeft de film een score van 56% op basis van 112 beoordelingen. Metacritic komt op een score van 58/100, gebaseerd op 45 beoordelingen.